# Меа Аллан
Меа Аллан (23 червня 1909 — 29 серпня 1982), народжена Мері Елеонор Аллан — журналістка, яка працювала в Glasgow Herald. Вона також написала роман «Зміна серця» (1943), дія якого відбувається в майбутньому. У 1967 році вона отримала стипендію Leverhulme Research Scholarship, щоб написати про ботаніків Вільяма Гукера та Джозефа Далтона Гукера.

## Молодість і освіта
Аллан народилася в Берсдені, Дамбартоншир, Шотландія, в сім'ї Роберта Гріноука Аллана та Гелен (уродженої Мейтленд). Вона здобула освіту в Парковій школі в Глазго та Центральній школі мовлення та драматичного мистецтва.

## Кар'єра

### Журналістика
Аллан була журналісткою, яка працювала у Glasgow Herald під час і після Другої світової війни. У 1940 році вона жила в Лондоні, де описала напругу під час війни так: «Ти відчуваєш, що справді йдеш поряд зі смертю — смертю перед тобою і смертю, що ширяє в небі». У 1945 році вона повідомляла з Німеччини про тих, хто вижив у таборах смерті та переміщених осіб, які після війни тимчасово перебували в Бельзені, очікуючи реабілітації, возз'єднання сімей і транспортування.

### Інші твори
Першою книгою Аллан був роман «Самотній» (1942). Її другий роман, Зміна серця, написаний у 1943 році, розповідає про альтернативну історію (тоді майбутнє), у якій союзники перемагають у Другій світовій війні, але їм загрожує відроджений нацизм.
Велика частина творів Аллан була присвячена ботаніці, включаючи історію садів, біографії відомих садівників і колекціонерів рослин і посібники для садівників. У 1967 році вона отримала стипендію Leverhulme Research Scholarship, щоб написати про ботаніків Вільяма Гукера та Джозефа Далтона Гукера. У 1977 році вона написала книгу про те, як Дарвін використовував квіти для розвитку своєї теорії природного відбору.

## Смерть і спадок
Аллан померла у 1982 році в Волберсвіку, Саффолк, Англія. Колекція її робіт була передана в дар Центру збереження історичних парків і садів Йоркського університету. Збереглися й інші її рукописи у відділі документів Імперського військового музею. У 1999 році Фелісіті Гудолл написала програму BBC Radio під назвою «Зміна серця» про життя та кар'єру Аллан.

## Виберіть Бібліографія
- Одинокий (1942, роман)[19]
- Зміна серця (1943, роман)[20]
- Розовий котедж (1961)[21]
- Торговці: їхні рослини, сади та музеї 1570—1662 (1964)[22]
- Повії з К'ю 1785—1911 (1967)[23][24]
- Бур'яни Тома: Історія Рочфорда та їхніх кімнатних рослин (1970)[25]
- Довідник Фісона по садах в Англії, Шотландії, Ірландії та Уельсі (1970)
- Пелгрейв з Аравії: Життя Вільяма Гіффорда Пелгрейва, 1826-88 (1972)[26]
- Е. А. Боулз і його сад у Міддлтог Гауз (1865—1954) (1973)[27]
- Рослини, які змінили наші сади (1974)[28]
- Сади Східної Англії (1975)[29]
- Дарвін і його квіти: ключ до природного відбору (1977)[30]
- Книга бур'янів садівника (1978)[31]
- Бур'яни: Непрохані гості в наших садах (1978)[32]
- Сім'я квітів (1979)
- Вільям Робінсон, 1838—1935: Батько англійського квітника (1982)[33]